# Waldemar Szajna
Waldemar Stanisław Szajna – polski inżynier, dr hab. nauk technicznych, profesor uczelni Instytutu Budownictwa Wydziału Budownictwa, Architektury i Inżynierii Środowiska Uniwersytetu Zielonogórskiego.

## Życiorys
12 lipca 2000 obronił pracę doktorską Interakcja konstrukcji z podłożem gruntowym w warunkach płaskiego stanu odkształcenia, 4 lipca 2018 habilitował się na podstawie pracy zatytułowanej Współdziałanie konstrukcji budowlanych z podłożem: Interpretacja badań gruntu i analizy numeryczne zagadnień geotechniki. Otrzymał nominację profesorską.
Objął funkcję adiunkta w Instytucie Budownictwa na Wydziale Inżynierii Lądowej i Środowiska Uniwersytetu Zielonogórskiego.
Piastuje stanowisko profesora uczelni w Instytucie Budownictwa na Wydziale Budownictwa, Architektury i Inżynierii Środowiska Uniwersytetu Zielonogórskiego.